# Bolo de bolacha
El bolo de bolacha es una tarta o pastel portugués que consiste en capas alternas de crema y galletas María empapadas en café, y todo cubierto y espolvoreado con cacahuetes (maní) picados o canela en polvo. Es un postre casero tradicional en todo Portugal, un país de larga tradición pastelera. Las bolachas son las galletas finas que se compran en el supermercado; en cambio, los biscoitos son las galletas más gruesas hechas en casa. Esta tarta se sirve bien fría, y requiere, por lo menos, tres horas de frigorífico.